# Cuscuta trichostyla
Cuscuta trichostyla är en vindeväxtart som beskrevs av Georg George Engelmann. Cuscuta trichostyla ingår i släktet snärjor, och familjen vindeväxter. Inga underarter finns listade i Catalogue of Life.